# Cayo Quincio Cincinato
Cayo Quincio Cincinato (en latín Gaius Quinctius Cincinnatus) tribuno consular en 377 a. C..

## Carrera política
En 377 a. C. fue elegido tribuno consular con Cayo Veturio, Lucio Quincio Cincinato, Publio Valerio Potito Publícola, Servio Sulpicio Pretextato y Lucio Emilio Mamercino.